# Dubicsány megállóhely
Dubicsány megállóhely egy Borsod-Abaúj-Zemplén vármegyei vasúti megállóhely Dubicsány településen, a MÁV üzemeltetésében. A belterület keleti szélén helyezkedik el, közvetlenül a 26-os főút vasúti keresztezése mellett.
2020. december 13-ától csak napi 1 pár vonat áll meg a megállóhelyen, a többi vonat megállás nélkül áthalad, amik helyett autóbuszok közlekednek, csatlakozást biztosítva a vonatokra Kazincbarcika és Putnok állomáson. 2021. április 11-étől napi 2 pár vonat áll meg itt.

## Vasútvonalak
A megállóhelyet az alábbi vasútvonalak érintik:
- Miskolc–Bánréve–Ózd-vasútvonal

## Kapcsolódó állomások
A megállóhelyhez az alábbi állomások vannak a legközelebb:
- Vadna megállóhely (Miskolc–Bánréve–Ózd-vasútvonal)
- Putnok vasútállomás (Miskolc–Bánréve–Ózd-vasútvonal)

## Forgalom
| Járat        | Útvonal | Gyakoriság |
| ------------ | --- | ---------- |
| személyvonat | Miskolc-Tiszai – Miskolc-Gömöri – Sajóecseg – Sajószentpéter – Kazincbarcika alsó – Kazincbarcika – Sajókaza – Vadna – Dubicsány – Putnok – Pogonyipuszta – Bánréve – Bánrévei Vízmű – Ózd alsó – Ózd | Napi 2 pár |